# Monkey Man
Monkey Man är en rocklåt lanserad av The Rolling Stones på albumet Let It Bleed 1969. Låten var där det åttonde och näst sista spåret på albumet. Den skrevs av Mick Jagger och Keith Richards och spelades in i april 1969. Låten spelades in utan Brian Jones som vid tidpunkten allt mer sällan spelade in med gruppen. Richards spelar förutom sin vanliga gitarr även låtens slidegitarrsolo. Bill Wyman bidrar förutom med bas med vibrafon på låten. Producenten Jimmy Miller spelar tamburin och Nicky Hopkins spelar piano på inspelningen. Just låtens pianointro tillhör dess kändaste sektion och har använts i sampling. I låtens text tar Mick Jagger, inte utan sarkasm rollen som en person som befinner sig mitt i en excessfylld och dekadent tillvaro. 
Monkey Man förekommer vid två tillfällen i Martin Scorseses film Maffiabröder. Låten har även förekommit i avsnitt av TV-serierna How I Met Your Mother och Entourage.